# Южноафриканский совет церквей
Южноафриканский совет церквей (англ. South African Council of Churches, SACC) — межконфессиональный форум в Южной Африке, наиболее известный борьбой против апартеида. Совет является членом Содружества христианских советов Южной Африки.

## История
Совет был основан в мае 1968 года для руководства общими христианскими действиями, направленными на христианское свидетельствование в Южной Африке. В число его лидеров входили Десмонд Туту, Бейерс Науде и Фрэнк Чикан. Немедленно после основания совет опубликовал документ, обличающий политику апартеида «Message to the People of South Africa». Комитет призывал к ненасильственной борьбе против расовой дискриминации. Совет занимается вопросами социальной справедливости, национального примирения, искоренения бедности, расширению прав и возможностей маргинализированных групп.

## Структура
Советом руководит национальная конференция, которая собирается раз в три года. Решения конференции выполняются центральным комитетом, который собирается ежегодно. Комитет возглавляют президент или вице-президент совета. Исполнительный комитет избирается центральным комитетом не реже четырёх раз в год. В состав совета входят президент, вице-президенты и генеральный секретарь.

## История
31 августа 1988 года штаб-квартира совета в Доме Хоцо в Йоханнесбурге была разрушена взрывом бомбы. Позже Комиссия истины и примирения выяснила, что приказ о взрыве отдал лично президент Питер Виллем Бота. Бывший министр правопорядка Адриан Влок и несколько других участвующих в заговоре высокопоставленных полицейских подали прошение и получили амнистию. 
Во время борьбы против апартеида совет находился в союзе с Африканским национальным конгрессом (АНК). Тем не менее, АНК маргинализировал совет в пользу Национального межконфессионального совета Южной Африки. Совет также резко критиковал АНК за его роль в нападениях на поселение Кеннеди-роуд в сентябре 2009 года, призывая к независимому расследованию бездействия полиции.